# 深圳地铁14号线
深圳地铁14号线，曾称东部快线，是深圳地铁营运中的一条通勤鐵路，主要負責龍崗區、坪山區及惠州市惠陽區與深圳市區的快速連繫，全長約63.8公里。
本線路屬於深圳地鐵第四期建设项目，全线於2018年1月10日开工，并于2022年10月28日正式开通运营。
深圳地铁14号线采用GoA4级的無人駕駛系统驾驶。

## 线路
主路段由崗廈北站至沙田站，全長約50.34公里，途经福田、罗湖、龙岗和坪山四区，全部为地下线路，共设18个车站。其中布吉-大运段路线与3号线平行，预计可与16号线配合，显著缓解3号线的客流压力。通车之后，由福田市中心到龍崗坪山仅需40分钟。
列车及辅助设施方面，本线采用8节A型地铁列车，车辆基地設一段（昂鹅车辆段）一场（福新停车场），並設有3座牽引變電站（一座與3號線共用，一座附設於深圳市中心公園A區內的福新停車場，另一座預留建造的位於昂鵝車輛段）。
施工方式方面，主要以隧道鑽挖機建造長46.6公里的隧道，亦會使用明挖回填、鑽爆及頂管工法建造其餘隧道。
值得一提的是，本线车站站台编号（仅在站台端门处标出）规律与深圳地铁其他线路相反，为上行（往市区）小号，下行（往郊区）大号。

## 历史
- 2018年1月10日上午，深圳轨道交通四期工程开工仪式在中国中铁承建的14号线四联站施工现场举行，包括14号线在内的轨道交通四期工程共5条线路同时开工建设。[6]
- 2019年3月8日下午，深圳地铁14号线大运枢纽站施工场站内举办了一场盾构始发井施工临时用地移交仪式，该地块的移交标志着地铁14号线大运枢纽正式动工。[7]
- 2020年12月18日，深圳地铁14号线福新铺轨基地正式拉开14号线轨道施工的序幕，该线路由土建施工迈入了轨道、机电、系统安装齐头并进的站后施工阶段。
- 2021年7月，深圳地铁14号线的14座明挖车站全部封顶[8]。
- 2021年9月3日，深圳地铁14号线全线贯通[9]。
- 2021年11月15日，首调段35kV电通[10]。11月28日，首调段实现400V电通[11]。
- 2021年12月12日，深圳地铁14号线全线“长轨通”[12]。
- 2022年4月19日，深圳地铁14号线完成全线热滑[13]。
- 2022年7月28日，深铁运营正式进驻深圳地铁14号线[14]。
- 2022年9月23日，深圳地铁14号线完成空载试运行。
- 2022年10月18日，深圳地铁14号线、11号线福田-岗厦北区间，以及岗厦北枢纽、黄木岗枢纽、大运枢纽完成“三权移交”[15]。
- 2022年10月28日，深圳地铁14号线正式开通运营[16]。

## 未來發展

### 东延惠州段
深圳地鐵14號線（惠州段）由惠阳新桥出發，沿惠大高速辅路、站前路、愛民路、白雲路、坪山大道至深惠邊界，接駁沙田站渡線，全長11公里，全部為地下線路，原預期與本線主路段同步建設及運營，連接深圳市福田及羅湖中心區。2020年，深圳地铁14号线惠州段列入交通运输部关于深圳市开展高品质创新型国际航空枢纽建设等交通强国建设试点工作的意见。但由于国家层面的审批收紧，相关路段需由惠州市提交方案，加上惠州不具备修建城市轨道交通的条件，故需押后建设。

### 西延至香蜜湖西站
14號綫西端將從崗廈北站西延到香蜜湖西站，並與深圳地鐵20號綫換乘，以緩解崗廈北站客流壓力，及增加對福田中心區的網絡輻蓋。

## 車站及接駁路線
| 停站类别[1] | 停站类别[1] | 车站名称[2] | 英文名称        | 所在区域 | 启用日期       | 接驳线路 / 车站 [3]                        | 月台类型       |
| 直达 | 快车        | 车站名称[2] | 英文名称        | 所在区域 | 启用日期       | 接驳线路 / 车站 [3]                        | 月台类型       |
| --- | ----------- | ----------- | --------------- | -------- | -------------- | ------------------------------------------ | -------------- |
| 14號線 |             |             |                 |          |                |                                            |                |
| ● | ●           | 崗廈北      | Gangxia North   | 福田區   | 2022年10月28日 | █2号线█10号线 █11号线                      | 地下双岛式月台 |
| ● | ●           | 黃木崗      | Huangmugang     | 福田區   | 2022年10月28日 | █7号线                                     | 地下岛叠式月台 |
| ↑ | ▲           | 罗湖北      | Luohu North     | 羅湖區   | 2022年10月28日 | █17号线 罗湖北站                           | 地下双岛式月台 |
| ● | ●           | 布吉        | Buji            | 龍崗區   | 2022年10月28日 | █3号线 █5号线 深圳东站                     | 地下岛式月台   |
| ↑ | ●           | 石芽岭      | Shiyaling       | 龍崗區   | 2022年10月28日 | █17号线                                    | 地下岛式月台   |
| ↑ | ●           | 六约北      | Liuyue North    | 龍崗區   | 2022年10月28日 |                                            | 地下岛式月台   |
| ↑ | ●           | 四聯        | Silian          | 龍崗區   | 2022年10月28日 | █18号线                                    | 地下岛式月台   |
| ↑ | ▲           | 坳背        | Aobei           | 龍崗區   | 2022年10月28日 | █21号线                                    | 地下双岛式月台 |
| ● | ●           | 大運        | Universiade     | 龍崗區   | 2022年10月28日 | █3号线 █16号线                             | 地下双岛式月台 |
| ↑ | ｜          | 嶂背        | Zhangbei        | 龍崗區   | 2022年10月28日 |                                            | 地下侧式月台   |
| ↑ | ●           | 南约        | Nanyue          | 龍崗區   | 2022年10月28日 |                                            | 地下岛式月台   |
| ↑ | ｜          | 宝龙        | Baolong         | 龍崗區   | 2022年10月28日 |                                            | 地下岛式月台   |
| ● | ●           | 锦龙        | Jinlong         | 坪山區   | 2022年10月28日 | █19号线 (规划中)                           | 地下岛式月台   |
| ↑ | ●           | 坪山圍      | Pingshanwei     | 坪山區   | 2022年10月28日 | █16号线                                    | 地下岛式月台   |
| ↑ | ｜          | 坪山广场    | Pingshan Square | 坪山區   | 2022年10月28日 |                                            | 地下岛式月台   |
| ↑ | ●           | 坪山中心    | Pingshan Center | 坪山區   | 2022年10月28日 | 坪山中心站：坪山云巴1号线 █19号线 (规划中) | 地下岛式月台   |
| ↑ | ｜          | 坑梓        | Kengzi          | 坪山區   | 2022年10月28日 | █19号线 (规划中)                           | 地下岛式月台   |
| ● | ●           | 沙田        | Shatian         | 坪山區   | 2022年10月28日 |                                            | 地下岛式月台   |
| 注释 |             |             |                 |          |                |                                            |                |
| - 1 符号说明： ● 停靠站 ▲ 停靠站（快车，仅限往岗厦北方向停靠） ↑ 不停站通过（直达车，仅开行往岗厦北方向） ｜ 不停站通过（快车，双向） - 2 斜体标示的车站，尚未启用。 - 3 斜体标示的换乘或转乘，尚未启用。 |             |             |                 |          |                |                                            |                |
| 1. 2. 3. 4. 5. |             |             |                 |          |                |                                            |                |
| 论 编 |             |             |                 |          |                |                                            |                |

### 换乘站
已投入使用
- 岗厦北站：轉乘2号线、10号线和11号线。2號線建設時未作出預留，與其餘三線皆透過地下一樓新建的換乘大廳進行轉乘；10號線將透過月台節點換乘11號線和14號線（反之亦然），11號線和14號線同步建設，為平行同台換乘，並設有11、14號線的聯絡線。
- 黄木岗站：换乘7号线。14號線建設時擴建現有7號線的叠式侧式站台，形成同台換乘。
- 布吉站：轉乘3号线及5号线。3號線和5號線建設時均未作出預留，為大廳通道轉乘。
- 大运站：轉乘3号线及16号线。3號線建設時未作出預留，但此站升級成綜合交通樞紐，14號線和16號線同步進行建設，与16号线为同台换乘，兩線與3號線為天地通道轉乘。
- 坪山圍站：轉乘16号线。14號線和16號線同步進行建設，為T字形節點式換乘，並設有14、16號線的聯絡線。

未投入使用
- 黄木岗站：轉乘24号线。24號線為遠期線路，建設時在地下四层預留24號線站台。
- 羅湖北站：轉乘17号线及25号线。此站在建设期间已建成平行式雙島式月台，可与规划中的17號线實現站台平行轉乘，25號線仅預留T型轉乘节点。
- 石芽岭站：轉乘17号线。本綫建造時已預留T型轉乘節點。
- 四联站：轉乘18号线及19号线。18號線為遠期線路，14號綫建設時已預留換乘節點，19號線未作預留。
- 坳背站：轉乘21号线。21號線為遠期線路，此站在建设期间已建成双島式月台，可与21號线實現站台平行換乘。
- 大运站：轉乘深大城际铁路（33號線）。14號線和16號線建設時對33號線車站進行土建預留，形成長通道轉乘。
- 南约站：轉乘23号线和31号线。兩線均為遠期線路，14號綫建設時只預留31號線的換乘節點，23號線未作預留。
- 锦龙站：轉乘19号线。19號線為遠期線路，未作預留。
- 坪山中心站：轉乘19号线。14號綫建設時已預留T型轉乘節點，14號綫在上，19號綫在下。
- 坑梓站：轉乘19号线。19號線為遠期線路，未作預留。

惠州段换乘站
- 白云站：轉乘惠州地铁4号线。两線為遠期線路，轉乘方式未知。
- 开城站：轉乘惠州地铁1号线。两線為遠期線路，轉乘方式未知。
- 惠州南站：轉乘惠州地铁1号线。两線為遠期線路，轉乘方式未知。

## 行车安排
14号线目前采取单一线路运营，所有列车皆往返岗厦北站及沙田站之间。
自2022年11月28日起，14号线在工作日期间，每天增开1列“准直达车”，增开19列“大站快车”（参照上海地铁16号线的行车安排执行）。大站快车的开通，使14号线成为深圳第一条、广东省第四条、中国大陆第十四条开行快慢车的地铁线路。
具体安排如下：
- 工作日（周一至周五）：
  - 普通车（各站停车）：全日开行，全程运行时间约54分钟[22]
  - 大站快车：
    - 往岗厦北方向：每天开行17列（6点30分增开1列，7点至22点的每个整点各增开1列），不停靠坑梓、坪山广场、宝龙、嶂背4座车站（只停靠全线14个车站），全程运行时间约50分钟
    - 往沙田方向：每天开行2列（23点整、23点20分各增开1列），不停靠罗湖北、坳背、嶂背、宝龙、坪山广场、坑梓6座车站（只停靠全线12个车站），全程运行时间约48分钟

  - 准直达车（只适用于往岗厦北方向）：每天开行1列（6点整增开1列），仅停靠沙田、锦龙、大运、布吉、黄木岗、岗厦北6座车站，全程运行时间约39分钟
- 周六日、节假日：
  - 普通车（各站停车）：全日开行，全程运行时间约54分钟[22]

自2023年4月28日起，14号线沙田站7点整开行的大站快车（往岗厦北方向）增停坪山广场站，其余时段大站快车停靠站点保持不变。

## 列车

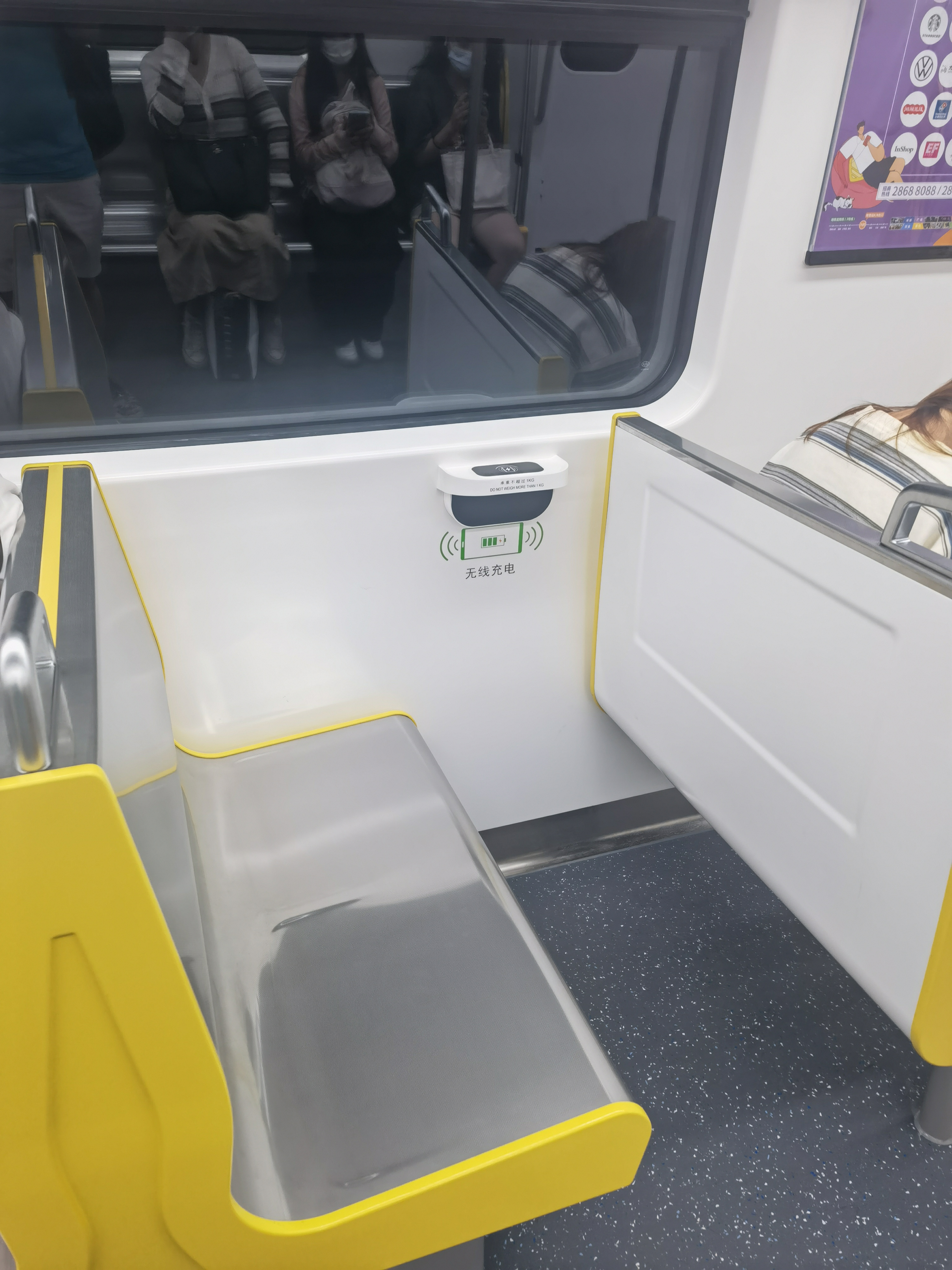
14号线的无线快充座

2021年10月29日下午，深圳地铁14号线首列车运抵昂鵝車輛段。14号线列车的制造商型号为 CCD5055，地铁内部型号为 14A4408長，车组号范围 1401-1444。列车共计采购44列，其中30列会在开通前完成调试并上线服务。
14号线列车为8节编组的全自动驾驶A型地铁列车，按照GOA4等级标准设计，最高运行速度120km/h，外观为明黄色。与既有线路配车相比，14号线列车增设了横向座椅、无线充电等诸多独有的设施设备，车辆气密性和降噪功能均有提升。车辆采用了地铁列车健康管理系统，还具有完备的安全检测保障功能。
| 車廂編號   | 1                                             | 2                                                    | 3                                                    | 4                                                    | 5                                                    | 6                                                    | 7                                                    | 8                                             |
| 集電弓     |                                               | >                                                    |                                                      | >                                                    |                                                      |                                                      | <                                                    |                                               |
| 形式區分   | 14**1 (Tc)                                    | 14**2 (Mp)                                           | 14**3 (M)                                            | 14**4 (Mp)                                           | 14**5 (M)                                            | 14**6 (M)                                            | 14**7 (Mp)                                           | 14**8 (Tc)                                    |
| 牵引电机   |                                               | 中车株洲电机制 YQ-210-2A 210 kW × 4台                | 中车株洲电机制 YQ-210-2A 210 kW × 4台                | 中车株洲电机制 YQ-210-2A 210 kW × 4台                | 中车株洲电机制 YQ-210-2A 210 kW × 4台                | 中车株洲电机制 YQ-210-2A 210 kW × 4台                | 中车株洲电机制 YQ-210-2A 210 kW × 4台                |                                               |
| 牵引逆变器 |                                               | 株洲中车时代电气制 t Power-TN28 (UR1/JP5) 1C4M × 1群 | 株洲中车时代电气制 t Power-TN28 (UR1/JP5) 1C4M × 1群 | 株洲中车时代电气制 t Power-TN28 (UR1/JP5) 1C4M × 1群 | 株洲中车时代电气制 t Power-TN28 (UR1/JP5) 1C4M × 1群 | 株洲中车时代电气制 t Power-TN28 (UR1/JP5) 1C4M × 1群 | 株洲中车时代电气制 t Power-TN28 (UR1/JP5) 1C4M × 1群 |                                               |
| 辅助电源   | 株洲中车时代电气制 t Power-AA44 (JR4) 120 kVA |                                                      | 株洲中车时代电气制 t Power-AA44 (JR4) 120 kVA        |                                                      |                                                      | 株洲中车时代电气制 t Power-AA44 (JR4) 120 kVA        |                                                      | 株洲中车时代电气制 t Power-AA44 (JR4) 120 kVA |
| 动力单元   | 单元1                                         | 单元1                                                | 单元1                                                | 单元3                                                | 单元3                                                | 单元2                                                | 单元2                                                | 单元2                                         |

| █14号线列车（14A4408長）编组列表                                                                                                |
| |
| 粉红色车卡表示该卡为女士优先车厢                                                                                                |
| （Ⅰ）14011（Ⅱ）-（Ⅰ）14012（Ⅱ）-（Ⅰ）14013（Ⅱ）-（Ⅰ）14014（Ⅱ）-（Ⅱ）14015（Ⅰ）-（Ⅱ）14016（Ⅰ）-（Ⅱ）14017（Ⅰ）-（Ⅱ）14018（Ⅰ） |
| （Ⅰ）14021（Ⅱ）-（Ⅰ）14022（Ⅱ）-（Ⅰ）14023（Ⅱ）-（Ⅰ）14024（Ⅱ）-（Ⅱ）14025（Ⅰ）-（Ⅱ）14026（Ⅰ）-（Ⅱ）14027（Ⅰ）-（Ⅱ）14028（Ⅰ） |
| （Ⅰ）14031（Ⅱ）-（Ⅰ）14032（Ⅱ）-（Ⅰ）14033（Ⅱ）-（Ⅰ）14034（Ⅱ）-（Ⅱ）14035（Ⅰ）-（Ⅱ）14036（Ⅰ）-（Ⅱ）14037（Ⅰ）-（Ⅱ）14038（Ⅰ） |
| （Ⅰ）14041（Ⅱ）-（Ⅰ）14042（Ⅱ）-（Ⅰ）14043（Ⅱ）-（Ⅰ）14044（Ⅱ）-（Ⅱ）14045（Ⅰ）-（Ⅱ）14046（Ⅰ）-（Ⅱ）14047（Ⅰ）-（Ⅱ）14048（Ⅰ） |
| （Ⅰ）14051（Ⅱ）-（Ⅰ）14052（Ⅱ）-（Ⅰ）14053（Ⅱ）-（Ⅰ）14054（Ⅱ）-（Ⅱ）14055（Ⅰ）-（Ⅱ）14056（Ⅰ）-（Ⅱ）14057（Ⅰ）-（Ⅱ）14058（Ⅰ） |
| （Ⅰ）14061（Ⅱ）-（Ⅰ）14062（Ⅱ）-（Ⅰ）14063（Ⅱ）-（Ⅰ）14064（Ⅱ）-（Ⅱ）14065（Ⅰ）-（Ⅱ）14066（Ⅰ）-（Ⅱ）14067（Ⅰ）-（Ⅱ）14068（Ⅰ） |
| （Ⅰ）14071（Ⅱ）-（Ⅰ）14072（Ⅱ）-（Ⅰ）14073（Ⅱ）-（Ⅰ）14074（Ⅱ）-（Ⅱ）14075（Ⅰ）-（Ⅱ）14076（Ⅰ）-（Ⅱ）14077（Ⅰ）-（Ⅱ）14078（Ⅰ） |
| （Ⅰ）14081（Ⅱ）-（Ⅰ）14082（Ⅱ）-（Ⅰ）14083（Ⅱ）-（Ⅰ）14084（Ⅱ）-（Ⅱ）14085（Ⅰ）-（Ⅱ）14086（Ⅰ）-（Ⅱ）14087（Ⅰ）-（Ⅱ）14088（Ⅰ） |
| （Ⅰ）14091（Ⅱ）-（Ⅰ）14092（Ⅱ）-（Ⅰ）14093（Ⅱ）-（Ⅰ）14094（Ⅱ）-（Ⅱ）14095（Ⅰ）-（Ⅱ）14096（Ⅰ）-（Ⅱ）14097（Ⅰ）-（Ⅱ）14098（Ⅰ） |
| （Ⅰ）14101（Ⅱ）-（Ⅰ）14102（Ⅱ）-（Ⅰ）14103（Ⅱ）-（Ⅰ）14104（Ⅱ）-（Ⅱ）14105（Ⅰ）-（Ⅱ）14106（Ⅰ）-（Ⅱ）14107（Ⅰ）-（Ⅱ）14108（Ⅰ） |
| （Ⅰ）14111（Ⅱ）-（Ⅰ）14112（Ⅱ）-（Ⅰ）14113（Ⅱ）-（Ⅰ）14114（Ⅱ）-（Ⅱ）14115（Ⅰ）-（Ⅱ）14116（Ⅰ）-（Ⅱ）14117（Ⅰ）-（Ⅱ）14118（Ⅰ） |
| （Ⅰ）14121（Ⅱ）-（Ⅰ）14122（Ⅱ）-（Ⅰ）14123（Ⅱ）-（Ⅰ）14124（Ⅱ）-（Ⅱ）14125（Ⅰ）-（Ⅱ）14126（Ⅰ）-（Ⅱ）14127（Ⅰ）-（Ⅱ）14128（Ⅰ） |
| （Ⅰ）14131（Ⅱ）-（Ⅰ）14132（Ⅱ）-（Ⅰ）14133（Ⅱ）-（Ⅰ）14134（Ⅱ）-（Ⅱ）14135（Ⅰ）-（Ⅱ）14136（Ⅰ）-（Ⅱ）14137（Ⅰ）-（Ⅱ）14138（Ⅰ） |
| （Ⅰ）14141（Ⅱ）-（Ⅰ）14142（Ⅱ）-（Ⅰ）14143（Ⅱ）-（Ⅰ）14144（Ⅱ）-（Ⅱ）14145（Ⅰ）-（Ⅱ）14146（Ⅰ）-（Ⅱ）14147（Ⅰ）-（Ⅱ）14148（Ⅰ） |
| （Ⅰ）14151（Ⅱ）-（Ⅰ）14152（Ⅱ）-（Ⅰ）14153（Ⅱ）-（Ⅰ）14154（Ⅱ）-（Ⅱ）14155（Ⅰ）-（Ⅱ）14156（Ⅰ）-（Ⅱ）14157（Ⅰ）-（Ⅱ）14158（Ⅰ） |
| （Ⅰ）14161（Ⅱ）-（Ⅰ）14162（Ⅱ）-（Ⅰ）14163（Ⅱ）-（Ⅰ）14164（Ⅱ）-（Ⅱ）14165（Ⅰ）-（Ⅱ）14166（Ⅰ）-（Ⅱ）14167（Ⅰ）-（Ⅱ）14168（Ⅰ） |
| （Ⅰ）14171（Ⅱ）-（Ⅰ）14172（Ⅱ）-（Ⅰ）14173（Ⅱ）-（Ⅰ）14174（Ⅱ）-（Ⅱ）14175（Ⅰ）-（Ⅱ）14176（Ⅰ）-（Ⅱ）14177（Ⅰ）-（Ⅱ）14178（Ⅰ） |
| （Ⅰ）14181（Ⅱ）-（Ⅰ）14182（Ⅱ）-（Ⅰ）14183（Ⅱ）-（Ⅰ）14184（Ⅱ）-（Ⅱ）14185（Ⅰ）-（Ⅱ）14186（Ⅰ）-（Ⅱ）14187（Ⅰ）-（Ⅱ）14188（Ⅰ） |
| （Ⅰ）14191（Ⅱ）-（Ⅰ）14192（Ⅱ）-（Ⅰ）14193（Ⅱ）-（Ⅰ）14194（Ⅱ）-（Ⅱ）14195（Ⅰ）-（Ⅱ）14196（Ⅰ）-（Ⅱ）14197（Ⅰ）-（Ⅱ）14198（Ⅰ） |
| （Ⅰ）14201（Ⅱ）-（Ⅰ）14202（Ⅱ）-（Ⅰ）14203（Ⅱ）-（Ⅰ）14204（Ⅱ）-（Ⅱ）14205（Ⅰ）-（Ⅱ）14206（Ⅰ）-（Ⅱ）14207（Ⅰ）-（Ⅱ）14208（Ⅰ） |
| （Ⅰ）14211（Ⅱ）-（Ⅰ）14212（Ⅱ）-（Ⅰ）14213（Ⅱ）-（Ⅰ）14214（Ⅱ）-（Ⅱ）14215（Ⅰ）-（Ⅱ）14216（Ⅰ）-（Ⅱ）14217（Ⅰ）-（Ⅱ）14218（Ⅰ） |
| （Ⅰ）14221（Ⅱ）-（Ⅰ）14222（Ⅱ）-（Ⅰ）14223（Ⅱ）-（Ⅰ）14224（Ⅱ）-（Ⅱ）14225（Ⅰ）-（Ⅱ）14226（Ⅰ）-（Ⅱ）14227（Ⅰ）-（Ⅱ）14228（Ⅰ） |
| （Ⅰ）14231（Ⅱ）-（Ⅰ）14232（Ⅱ）-（Ⅰ）14233（Ⅱ）-（Ⅰ）14234（Ⅱ）-（Ⅱ）14235（Ⅰ）-（Ⅱ）14236（Ⅰ）-（Ⅱ）14237（Ⅰ）-（Ⅱ）14238（Ⅰ） |
| （Ⅰ）14241（Ⅱ）-（Ⅰ）14242（Ⅱ）-（Ⅰ）14243（Ⅱ）-（Ⅰ）14244（Ⅱ）-（Ⅱ）14245（Ⅰ）-（Ⅱ）14246（Ⅰ）-（Ⅱ）14247（Ⅰ）-（Ⅱ）14248（Ⅰ） |
| （Ⅰ）14251（Ⅱ）-（Ⅰ）14252（Ⅱ）-（Ⅰ）14253（Ⅱ）-（Ⅰ）14254（Ⅱ）-（Ⅱ）14255（Ⅰ）-（Ⅱ）14256（Ⅰ）-（Ⅱ）14257（Ⅰ）-（Ⅱ）14258（Ⅰ） |
| （Ⅰ）14261（Ⅱ）-（Ⅰ）14262（Ⅱ）-（Ⅰ）14263（Ⅱ）-（Ⅰ）14264（Ⅱ）-（Ⅱ）14265（Ⅰ）-（Ⅱ）14266（Ⅰ）-（Ⅱ）14267（Ⅰ）-（Ⅱ）14268（Ⅰ） |
| （Ⅰ）14271（Ⅱ）-（Ⅰ）14272（Ⅱ）-（Ⅰ）14273（Ⅱ）-（Ⅰ）14274（Ⅱ）-（Ⅱ）14275（Ⅰ）-（Ⅱ）14276（Ⅰ）-（Ⅱ）14277（Ⅰ）-（Ⅱ）14278（Ⅰ） |
| （Ⅰ）14281（Ⅱ）-（Ⅰ）14282（Ⅱ）-（Ⅰ）14283（Ⅱ）-（Ⅰ）14284（Ⅱ）-（Ⅱ）14285（Ⅰ）-（Ⅱ）14286（Ⅰ）-（Ⅱ）14287（Ⅰ）-（Ⅱ）14288（Ⅰ） |
| （Ⅰ）14291（Ⅱ）-（Ⅰ）14292（Ⅱ）-（Ⅰ）14293（Ⅱ）-（Ⅰ）14294（Ⅱ）-（Ⅱ）14295（Ⅰ）-（Ⅱ）14296（Ⅰ）-（Ⅱ）14297（Ⅰ）-（Ⅱ）14298（Ⅰ） |
| （Ⅰ）14301（Ⅱ）-（Ⅰ）14302（Ⅱ）-（Ⅰ）14303（Ⅱ）-（Ⅰ）14304（Ⅱ）-（Ⅱ）14305（Ⅰ）-（Ⅱ）14306（Ⅰ）-（Ⅱ）14307（Ⅰ）-（Ⅱ）14308（Ⅰ） |
| （Ⅰ）14311（Ⅱ）-（Ⅰ）14312（Ⅱ）-（Ⅰ）14313（Ⅱ）-（Ⅰ）14314（Ⅱ）-（Ⅱ）14315（Ⅰ）-（Ⅱ）14316（Ⅰ）-（Ⅱ）14317（Ⅰ）-（Ⅱ）14318（Ⅰ） |
| （Ⅰ）14321（Ⅱ）-（Ⅰ）14322（Ⅱ）-（Ⅰ）14323（Ⅱ）-（Ⅰ）14324（Ⅱ）-（Ⅱ）14325（Ⅰ）-（Ⅱ）14326（Ⅰ）-（Ⅱ）14327（Ⅰ）-（Ⅱ）14328（Ⅰ） |
| （Ⅰ）14331（Ⅱ）-（Ⅰ）14332（Ⅱ）-（Ⅰ）14333（Ⅱ）-（Ⅰ）14334（Ⅱ）-（Ⅱ）14335（Ⅰ）-（Ⅱ）1436（Ⅰ）-（Ⅱ）14337（Ⅰ）-（Ⅱ）14338（Ⅰ）  |
| （Ⅰ）14341（Ⅱ）-（Ⅰ）14342（Ⅱ）-（Ⅰ）14343（Ⅱ）-（Ⅰ）14344（Ⅱ）-（Ⅱ）14345（Ⅰ）-（Ⅱ）14346（Ⅰ）-（Ⅱ）14347（Ⅰ）-（Ⅱ）14348（Ⅰ） |
| （Ⅰ）14351（Ⅱ）-（Ⅰ）14352（Ⅱ）-（Ⅰ）14353（Ⅱ）-（Ⅰ）14354（Ⅱ）-（Ⅱ）14355（Ⅰ）-（Ⅱ）14356（Ⅰ）-（Ⅱ）14357（Ⅰ）-（Ⅱ）14358（Ⅰ） |
| （Ⅰ）14361（Ⅱ）-（Ⅰ）14362（Ⅱ）-（Ⅰ）14363（Ⅱ）-（Ⅰ）14364（Ⅱ）-（Ⅱ）14365（Ⅰ）-（Ⅱ）14366（Ⅰ）-（Ⅱ）14367（Ⅰ）-（Ⅱ）14368（Ⅰ） |
| （Ⅰ）14371（Ⅱ）-（Ⅰ）14372（Ⅱ）-（Ⅰ）14373（Ⅱ）-（Ⅰ）14374（Ⅱ）-（Ⅱ）14375（Ⅰ）-（Ⅱ）14376（Ⅰ）-（Ⅱ）14377（Ⅰ）-（Ⅱ）14378（Ⅰ） |
| （Ⅰ）14381（Ⅱ）-（Ⅰ）14382（Ⅱ）-（Ⅰ）14383（Ⅱ）-（Ⅰ）14384（Ⅱ）-（Ⅱ）14385（Ⅰ）-（Ⅱ）14386（Ⅰ）-（Ⅱ）14387（Ⅰ）-（Ⅱ）14388（Ⅰ） |
| （Ⅰ）14391（Ⅱ）-（Ⅰ）14392（Ⅱ）-（Ⅰ）14393（Ⅱ）-（Ⅰ）14394（Ⅱ）-（Ⅱ）14395（Ⅰ）-（Ⅱ）14396（Ⅰ）-（Ⅱ）14397（Ⅰ）-（Ⅱ）14398（Ⅰ） |
| （Ⅰ）14401（Ⅱ）-（Ⅰ）14402（Ⅱ）-（Ⅰ）14403（Ⅱ）-（Ⅰ）14404（Ⅱ）-（Ⅱ）14405（Ⅰ）-（Ⅱ）14406（Ⅰ）-（Ⅱ）14407（Ⅰ）-（Ⅱ）14408（Ⅰ） |
| （Ⅰ）14411（Ⅱ）-（Ⅰ）14412（Ⅱ）-（Ⅰ）14413（Ⅱ）-（Ⅰ）14414（Ⅱ）-（Ⅱ）14415（Ⅰ）-（Ⅱ）14416（Ⅰ）-（Ⅱ）14417（Ⅰ）-（Ⅱ）14418（Ⅰ） |
| （Ⅰ）14421（Ⅱ）-（Ⅰ）14422（Ⅱ）-（Ⅰ）14423（Ⅱ）-（Ⅰ）14424（Ⅱ）-（Ⅱ）14425（Ⅰ）-（Ⅱ）14426（Ⅰ）-（Ⅱ）14427（Ⅰ）-（Ⅱ）14428（Ⅰ） |
| （Ⅰ）14431（Ⅱ）-（Ⅰ）14432（Ⅱ）-（Ⅰ）14433（Ⅱ）-（Ⅰ）14434（Ⅱ）-（Ⅱ）14435（Ⅰ）-（Ⅱ）14436（Ⅰ）-（Ⅱ）14437（Ⅰ）-（Ⅱ）10338（Ⅰ） |
| （Ⅰ）14441（Ⅱ）-（Ⅰ）14442（Ⅱ）-（Ⅰ）14443（Ⅱ）-（Ⅰ）14444（Ⅱ）-（Ⅱ）14445（Ⅰ）-（Ⅱ）14446（Ⅰ）-（Ⅱ）14447（Ⅰ）-（Ⅱ）14448（Ⅰ） |

## 車站設計
14號綫車站裝飾有不少模仿茂盛樹木的裝飾，惟部分車站不設藝術牆。